# Ceriagrion tricrenaticeps
Ceriagrion tricrenaticeps е вид водно конче от семейство Coenagrionidae. Видът не е застрашен от изчезване.

## Разпространение
Разпространен е в Габон, Демократична република Конго, Камерун и Либерия.